# Josef Hruby
Josef Hruby (Děčín, 21 de junho de 1875 — ?) foi um arquiteto tcheco estabelecido no Brasil.
Seu primeiro trabalho no Brasil é de 1913, quando construiu a Cia. Fabril Porto Alegrense. O fato de ser tcheco evitou sua inclusão na lista negra da Primeira Guerra Mundial e possibilitou que vencesse a concorrência para realizar as fundações dos armazéns franceses comprados para o cais do porto de Porto Alegre.
Foi a Igreja Católica que lhe deu as maiores oportunidades profissionais. Realizou o projeto do Colégio Bom Conselho, as igrejas da Sagrada Família, Nossa Senhora da Piedade, Nossa Senhora da Glória, de São Pedro, entre outras. 
Somente foi encarregao do projeto da Igreja de São Pedro, cujas obras foram feitas sob supervisão do mestre-de-obras Franz Rhoden, mas teve que deixar de lado a obra para se dedicar a da catedral. Na Catedral Metropolitana de Porto Alegre, realizou a maior parte do trabalho técnico de construção, cujo projeto foi dado a Giovanni Battista Giovenale,, dedicando o resto de sua vida à sua construção.